# Resolution 1860 des UN-Sicherheitsrates
Die Resolution 1860 des UN-Sicherheitsrates ist eine völkerrechtlich bindende UN-Resolution, die der Sicherheitsrat der Vereinten Nationen am 8. Januar 2009 auf seiner 6063. Sitzung als Reaktion auf den sogenannten Gaza-Krieg bei einer Enthaltung durch die Vereinigten Staaten einstimmig verabschiedet hat. In der Resolution wurden die Konfliktparteien Israel und die palästinensische radikal-islamistische Hamas zu einer sofortigen Waffenruhe aufgefordert. Außerdem wird Israel zum Rückzug seiner Streitkräfte aus dem Autonomiegebiet aufgefordert.
Die US-Außenministerin Condoleezza Rice begründete ihre Stimmenthaltung damit, Amerika wolle zunächst die ägyptischen Friedensvermittlungen abwarten, aber dennoch der Resolution nicht im Wege stehen, da der UN-Beschluss ein Schritt in die richtige Richtung sei. Politische Beobachter hatten mit einem Veto gerechnet.

## Inhalt der Resolution
Die UN-Resolution 1860 enthält unter anderem folgende Punkte:
- Der Sicherheitsrat fordert einen unverzüglichen, dauerhaften und vollständig eingehaltenen Waffenstillstand, der zum völligen Rückzug der israelischen Streitkräfte aus Gaza führt.
- Er ruft alle UN-Mitgliedsstaaten auf, sich verstärkt für Vereinbarungen und Garantien in Gaza einzusetzen, um eine dauerhafte Waffenruhe zu erreichen, den Waffenschmuggel zu unterbinden und die Grenzübergänge auf Dauer wiederzueröffnen.
- Dauerhafte und geregelte Öffnung der Grenzübergänge für Menschen und Güter.
- Alle Gewalt und Kampfhandlungen gegen Zivilpersonen werden verurteilt.
- Der Sicherheitsrat äußert seine ernste Sorge über die Eskalation der Gewalt und die sich verschärfende humanitäre Krise in Gaza.
- Hilfe muss den Gazastreifen ungehindert erreichen können, die Öffnung humanitärer Korridore wird ausdrücklich begrüßt.
- Der Sicherheitsrat drängt auf internationale Bemühungen, humanitäre Hilfe zu leisten und die Wirtschaft von Gaza wieder aufzubauen.
- Der Sicherheitsrat begrüßt sowohl den ägyptischen Vorstoß, einen Waffenstillstand zuwege zu bringen, als auch andere derzeit laufende regionale und internationale Initiativen.
- Der Sicherheitsrat ermutigt zu „greifbaren Schritten“ hin zu einer Versöhnung der palästinensischen Gruppen, auch mit ägyptischer und arabischer Vermittlung.
- Der Sicherheitsrat drängt auf Bemühungen um eine umfassende israelisch-palästinensische Friedenslösung, bei der zwei demokratische Staaten, Israel und Palästina, Seite an Seite in Frieden leben.